# Chrysiridia croesus
Chrysiridia croesus is een vlinder uit de familie uraniavlinders (Uraniidae). De wetenschappelijke naam van deze soort is voor het eerst geldig gepubliceerd in 1871 door Gerstaecker als Thaliura croesus.
De soort komt voor in tropisch Afrika.